# 国道217号
国道217号（こくどう217ごう）は、大分県大分市から佐伯市に至る一般国道である。

## 概要
東九州縦断のメインルートである国道10号と並走するルートを採り、内陸部を経由する国道10号に対し、本路線は沿岸部を経由する。起点から大分市大字佐賀関までは国道197号と重複する。

### 路線データ
一般国道の路線を指定する政令に基づく起終点および重要な経過地は次のとおり。
- 起点：大分市（大道入口交差点 = 国道10号交点、国道57号・国道442号起点、国道197号・国道210号終点）
- 終点：大分県南海部郡弥生町[注釈 2]（番匠交差点 = 国道10号交点）
- 重要な経過地：大分県北海部郡佐賀関町[注釈 3]、臼杵市、津久見市、佐伯市
- 総延長 : 78.2 km（重用延長を含む）[2][注釈 4]
- 重用延長 : 8.8 km[2][注釈 4]
- 未供用延長 : なし[2][注釈 4]
- 実延長 : 69.4 km[2][注釈 4]
  - 現道 : 66.8 km[2][注釈 4]
  - 旧道 : 2.6 km[2][注釈 4]
  - 新道 : なし[2][注釈 4]
- 指定区間：なし[3]

## 歴史
- 1953年（昭和28年）5月18日 - 二級国道217号大分佐伯線（大分市 - 大分県南海部郡上野村[注釈 5]）として指定施行[4]。
- 1965年（昭和40年）4月1日 - 道路法改正により一級・二級区分が廃止されて一般国道217号（大分市 - 大分県南海部郡弥生村）として指定施行[1]。

## 路線状況

### 通称
- 中央通り（佐伯市）
- イチローロード（佐伯市）

佐伯市本町通りの一部の愛称。通り沿いの佐伯市立佐伯小学校にかつて教師として勤めた富永一朗（漫画家）にちなんでの命名であり、沿道には富永の漫画が描かれた有田焼の陶板が設置されている。

### バイパス
- 下ノ江バイパス
- 熊崎バイパス
- 臼津バイパス
- 千怒日見バイパス（2008年（平成20年）7月開通）
- 平岩松崎バイパス（第Ⅰ期工区（850 m）が2021年（令和3年）3月27日開通[6]）
- 戸穴バイパス（事業中）
- 藤原バイパス
- 佐伯弥生バイパス

### 重複区間
- 国道197号（大分市新町・大道入口交差点（起点） - 大分市大字佐賀関）

### 道路施設

#### 橋梁
起点から
- 舞鶴橋（大分川、大分市、国道197号重複区間内）
- 日吉橋（原川、大分市、国道197号重複区間内）
- 乙津橋（乙津川、大分市、国道197号重複区間内）
- 鶴崎橋（大野川、大分市、国道197号重複区間内）
- 玉ノ瀬橋（丹生川、大分市、国道197号重複区間内）
- 湊橋（湊川、大分市、国道197号重複区間内）
- 中ノ原橋（中の原川、大分市、国道197号重複区間内）
- 二俣橋（二俣川、大分市、国道197号重複区間内）
- 西谷橋（西谷川、大分市、国道197号重複区間内）
- 小辛幸橋（大分市、国道197号重複区間内）
- 江の脇橋（志生木川、大分市、国道197号重複区間内）
- 小志生木橋（小志生木川、大分市、国道197号重複区間内）
- 北ノ川橋（北ノ川川、臼杵市）
- 田ノ口橋（赤星川、臼杵市）
- 末広橋（末広川、臼杵市）
- 市浜橋（臼杵川、臼杵市）
- 温井橋（温井川、臼杵市）
- 上臼杵橋（小河内川、臼杵市）
- 第一内畑橋（海添川、臼杵市）
- 内畑橋（海添川、臼杵市）
- 蔵富橋（赤木川、津久見市）
- 上青江橋（青江川、津久見市）
- 門前橋（小園川、津久見市）
- 松崎橋（井無田川、津久見市）
- 津久見川橋（津久見川、津久見市）
- 新福橋（津久見市）
- 日本橋（戸穴川、佐伯市）
- 常盤橋（白坪川、佐伯市）
- 桝形橋（百々谷橋、佐伯市）
- 聖橋（佐伯市）
- 脇橋（佐伯市）

#### トンネル
起点から
- 志生木トンネル：延長276 m、2007年（平成19年）竣工、大分市（国道197号重複区間内）
- 佐賀関トンネル：延長1,006 m、2007年（平成19年）竣工、大分市（国道197号重複区間内）
- 小島トンネル：延長207 m、2003年（平成15年）竣工、大分市
- 第一佐志生トンネル：延長80 m、1972年（昭和47年）竣工、臼杵市
- 第二佐志生トンネル：延長158 m、1971年（昭和46年）竣工、臼杵市
- 下ノ江トンネル：延長569 m、1993年（平成5年）竣工、臼杵市
- 海添トンネル：延長74 m、1971年（昭和46年）竣工、臼杵市
- 新臼津トンネル：延長1,649 m、1976年（昭和51年）竣工、臼杵市 - 津久見市
- 原トンネル：延長87 m、1973年（昭和48年）竣工、津久見市
- 蔵富トンネル：延長144 m、1973年（昭和48年）竣工、津久見市
- 新日見トンネル：延長1,320 m、2008年（平成20年）竣工、津久見市
- 日代トンネル：延長182 m、津久見市
- 網代トンネル：延長241 m、津久見市
- 津井トンネル：延長591 m、1988年（昭和63年）竣工、津久見市 - 佐伯市
- 殿山トンネル：延長332 m、1988年（昭和63年）竣工、佐伯市
- 晞干隧道：延長15 m、1966年（昭和41年）竣工、佐伯市
- 風無隧道：延長48 m、1967年（昭和42年）竣工、佐伯市
- 戸穴トンネル：佐伯市
- 八坂トンネル：延長533 m、2003年（平成15年）竣工、佐伯市
- 佐伯トンネル：佐伯市

#### 道の駅
- 佐賀関（大分市、国道197号重複区間内）

## 地理

### 通過する自治体
- 大分県
  - 大分市 - 臼杵市 - 津久見市 - 佐伯市

### 交差する道路
| 交差する道路                                                               | 市町村名 | 交差する場所    | 交差する場所             |
| -------------------------------------------------------------------------- | -------- | --------------- | ------------------------ |
| 国道10号 国道57号 国道197号 重複区間起点 国道210号 国道442号               | 大分市   | 新町            | 大道入口交差点 / 起点    |
| 大分県道511号大分港線                                                      | 大分市   | 都町1丁目       | 昭和通り交差点           |
| 大分県道685号萩原下郡線                                                    | 大分市   | 萩原1丁目       | 乗越交差点               |
| 大分県道514号高城停車場線                                                  | 大分市   | 高城本町        | 高城駅前交差点           |
| 大分県道610号松岡日岡線                                                    | 大分市   | 仲西町2丁目     | 仲西陸橋北交差点         |
| 大分県道208号鶴崎大南線 大分県道513号鶴崎停車場線                          | 大分市   | 西鶴崎1丁目     | 鶴崎駅入口交差点         |
| 大分県道539号鶴崎港線                                                      | 大分市   | 中鶴崎2丁目     | 中鶴崎二丁目交差点       |
| 大分県道614号川添志村線                                                    | 大分市   | 大字志村        | 鶴崎橋東交差点           |
| 大分県道22号大在大分港線                                                   | 大分市   | 角子南2丁目     | 角子原陸橋南交差点       |
| 国道197号 / 大分南バイパス 大分県道536号大在公共埠頭線                     | 大分市   | 大字城原        | 竹下橋南交差点           |
| 大分県道38号坂ノ市中戸次線 大分県道504号坂ノ市停車場線                     | 大分市   | 坂ノ市中央3丁目 |                          |
| 大分県道715号木田神崎線                                                    | 大分市   | 大字本神崎      |                          |
| 国道197号 重複区間終点                                                     | 大分市   | 大字佐賀関      |                          |
| 大分県道635号佐賀関循環線                                                  | 大分市   | 大字佐賀関      | 金山交差点               |
| 大分県道635号佐賀関循環線                                                  | 大分市   | 大字白木        |                          |
| 大分県道205号臼杵坂ノ市線                                                  | 臼杵市   | 大字藤河内      | [ 注釈 6 ]               |
| 大分県道21号大分臼杵線                                                     | 臼杵市   | 大字末広        | 末広橋先交差点           |
| 国道502号 大分県道33号臼杵停車場線                                         | 臼杵市   | 大字福良        | 土橋交差点               |
| 大分県道21号大分臼杵線                                                     | 臼杵市   | 大字二王座      | 柳原交差点               |
| E10 東九州自動車道 大分県道217号臼杵津久見線 大分県道648号津久見インター線 | 津久見市 | 大字上青江      | 上青江交差点 18 津久見IC |
| 大分県道204号津久見野津線                                                  | 津久見市 | 中町            |                          |
| 大分県道36号佐伯津久見線                                                   | 津久見市 | 門前町          |                          |
| 大分県道507号津久見停車場線                                                | 津久見市 | 中央町          |                          |
| 大分県道611号四浦日代線                                                    | 津久見市 | 大字網代        |                          |
| 大分県道541号四浦港津井浦線                                                | 佐伯市   | 上浦大字津井浦  |                          |
| 大分県道605号床木海崎停車場線                                              | 佐伯市   | 大字戸穴        | 海崎駅南交差点           |
| 大分県道219号佐伯弥生線                                                    | 佐伯市   | 坂の浦          |                          |
| 大分県道502号佐伯港線                                                      | 佐伯市   | 駅前2丁目       |                          |
| 国道388号                                                                  | 佐伯市   | 駅前1丁目       | 佐伯駅前交差点           |
| 大分県道219号佐伯弥生線 重複区間起点                                       | 佐伯市   | 鶴岡町2丁目     |                          |
| 大分県道219号佐伯弥生線                                                    | 佐伯市   | 高畑            | [ 注釈 9 ]               |
| 大分県道36号佐伯津久見線 大分県道219号佐伯弥生線 重複区間終点              | 佐伯市   | 鶴岡町2丁目     |                          |
| 大分県道36号佐伯津久見線                                                   | 佐伯市   | 鶴岡西町2丁目   | [ 注釈 9 ]               |
| 大分県道503号上岡停車場線                                                  | 佐伯市   | 大字上岡        | 上岡駅前交差点           |
| 国道10号 国道217号 / 佐伯弥生バイパス                                      | 佐伯市   | 弥生大字小田    | 番匠交差点 / 終点        |

### 交差する鉄道
- 日豊本線